# Fosseux
Fosseux is een gemeente in het Franse departement Pas-de-Calais (regio Hauts-de-France) en telt 136 inwoners (2004). De plaats maakt deel uit van het arrondissement Arras.

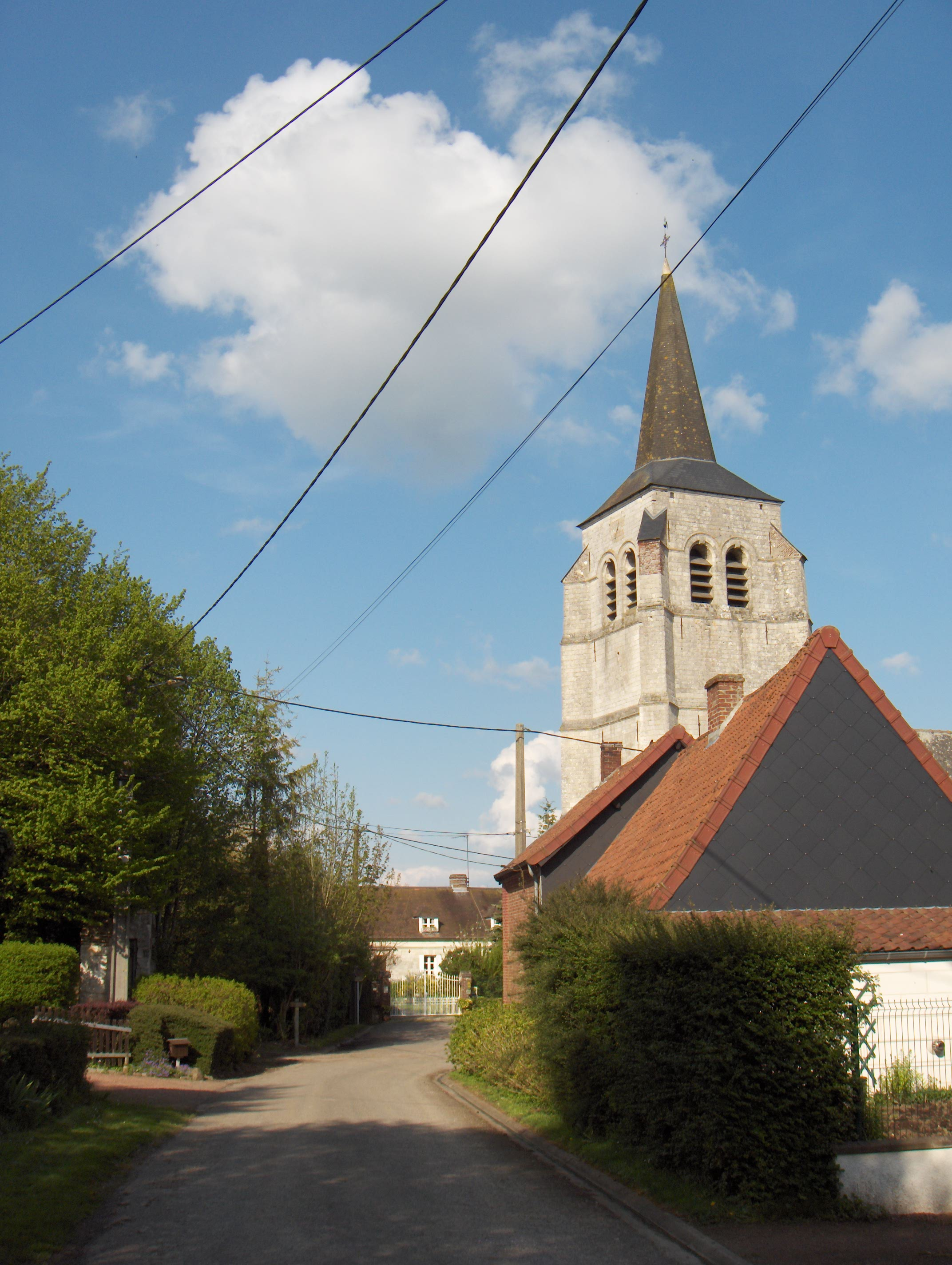
Centrum van Fosseux en de Eglise Saint-Nicolas

## Geografie
De oppervlakte van Fosseux bedraagt 5,4 km², de bevolkingsdichtheid is 25,2 inwoners per km².
De onderstaande kaart toont de ligging van Fosseux met de belangrijkste infrastructuur en aangrenzende gemeenten.

## Demografie
Onderstaande figuur toont het verloop van het inwonertal (bron: INSEE-tellingen).